# Snowboarding na Zimowych Igrzyskach Olimpijskich 2002
Snowboard na Zimowych Igrzyskach Olimpijskich 2002 odbywał się w dniach 10 – 15 lutego 2002 roku. Zawodnicy i zawodniczki walczyli w dwóch męskich i w dwóch kobiecych konkurencjach: halfpipe i gigant równoległy. Łącznie rozdano cztery komplety medali. Zawody odbywały się około 30 km na południowy wschód od Salt Lake City, gdzie znajduje się kurort narciarski Park City.

## Terminarz
| Data           | Godzina            | Miejscowość | Konkurencja                | Złoto          | Srebro              | Brąz              |
| -------------- | ------------------ | ----------- | -------------------------- | -------------- | ------------------- | ----------------- |
| 10 lutego 2002 | 13:30 MDT 9:30 CET | Park City   | Halfpipe kobiet            | Kelly Clark    | Doriane Vidal       | Fabienne Reuteler |
| 11 lutego 2002 | 13:30 MDT 9:30 CET | Park City   | Halfpipe mężczyzn          | Ross Powers    | Danny Kass          | Jarret Thomas     |
| 15 lutego 2002 | 10:00 MDT 6:00 CET | Park City   | Gigant równoległy kobiet   | Isabelle Blanc | Karine Ruby         | Lidia Trettel     |
| 15 lutego 2002 | 10:00 MDT 6:00 CET | Park City   | Gigant równoległy mężczyzn | Philipp Schoch | Richard Richardsson | Chris Klug        |

## Wyniki

### Kobiety

#### Halfpipe
| Pozycja | Zawodniczka       | Narodowość        | Wynik |
| ------- | ----------------- | ----------------- | ----- |
|         | Kelly Clark       | Stany Zjednoczone | 47,9  |
|         | Doriane Vidal     | Francja           | 43,0  |
|         | Fabienne Reuteler | Szwajcaria        | 39,7  |
| 4.      | Kjersti Buaas     | Norwegia          | 37,3  |
| 5.      | Shannon Dunn      | Stany Zjednoczone | 37,2  |
| 6.      | Tricia Byrnes     | Stany Zjednoczone | 36,4  |
| 7.      | Nicola Pederzolli | Austria           | 35,7  |
| 8.      | Yoko Miyake       | Japonia           | 33,7  |

#### Slalom gigant równoległy
| Pozycja | Zawodniczka         | Narodowość        |
| ------- | ------------------- | ----------------- |
|         | Isabelle Blanc      | Francja           |
|         | Karine Ruby         | Francja           |
|         | Lidia Trettel       | Włochy            |
| 4.      | Jagna Marczułajtis  | Polska            |
| 5.      | Maria Kirchgasser   | Austria           |
| 6.      | Julie Pomagalski    | Francja           |
| 7.      | Isabella Dal Balcon | Włochy            |
| 8.      | Lisa Kosglow        | Stany Zjednoczone |

### Mężczyźni

#### Halfpipe
| Pozycja | Zawodnik        | Narodowość        | Wynik |
| ------- | --------------- | ----------------- | ----- |
|         | Ross Powers     | Stany Zjednoczone | 46,1  |
|         | Danny Kass      | Stany Zjednoczone | 42,5  |
|         | Jarret Thomas   | Stany Zjednoczone | 42,1  |
| 4.      | Giacomo Kratter | Włochy            | 42,0  |
| 5.      | Takaharu Nakai  | Japonia           | 40,7  |
| 6.      | Tommy Czeschin  | Stany Zjednoczone | 40,6  |
| 7.      | Heikki Sorsa    | Finlandia         | 40,1  |
| 8.      | Markku Koski    | Finlandia         | 39,0  |

#### Slalom gigant równoległy
| Pozycja | Zawodnik            | Narodowość        |
| ------- | ------------------- | ----------------- |
|         | Philipp Schoch      | Szwajcaria        |
|         | Richard Richardsson | Szwecja           |
|         | Chris Klug          | Stany Zjednoczone |
| 4.      | Nicolas Huet        | Francja           |
| 5.      | Dejan Košir         | Słowenia          |
| 6.      | Mathieu Bozzetto    | Francja           |
| 7.      | Siegfried Grabner   | Austria           |
| 8.      | Walter Feichter     | Włochy            |